# Fischingen
Fischingen település Németországban, azon belül Baden-Württembergben. Lakosainak száma 788 fő (2023. december 31.).

## Népesség
A település népessége az elmúlt években az alábbi módon változott:
| Lakosok száma | 418  | 781  | 791  | 754  | 788  | 788  |
|               | 1975 | 2017 | 2019 | 2021 | 2022 | 2023 |